# Roberto Baggio
Pour les articles homonymes, voir Baggio.
Ne pas confondre avec Dino Baggio, un autre footballeur international italien de la même époque.
Roberto Baggio, né le 18 février 1967 à Caldogno dans la province de Vicence en Vénétie, est un footballeur international italien, évoluant au poste de milieu offensif ou attaquant des années 1980 à 2000, reconverti dirigeant.
Ballon d'or et Meilleur footballeur de l'année FIFA en 1993, il est considéré comme l'un des meilleurs attaquants de l'histoire. Il est listé parmi les FIFA 100, inséré par Pelé dans une liste des 125 meilleurs joueurs mondiaux encore vivants en 2004.
Roberto Baggio gagne durant sa carrière le championnat d'Italie en 1995 et 1996, la Coupe UEFA en 1993 et la Coupe d'Italie en 1995. En 19 saisons de Serie A, il a joué 453 matchs et marqué 205 buts. Avec l'équipe d'Italie (56 sélections et 27 buts), il participe à trois Coupes du monde (9 buts) et est finaliste en 1994, où il manque le tir au but décisif. En 2002, il est listé dans la FIFA World Cup Dream Team, une sélection des onze meilleurs joueurs de l'histoire de la Coupe du monde.
Il remporte l'édition inaugurale du Golden Foot en 2003 dont il occupe la 16e position. Premier joueur italien dans le classement des meilleurs footballeurs du XXe siècle publié par World Soccer en 1999, il a été introduit dans le Hall of Fame du football italien en 2011 et dans le Walk of Fame du sport tricolore en 2015.
Il détient, derrière Paolo Maldini (10), le record du plus grand nombre de matches éliminatoires de Coupe du Monde disputés sans défaite : 9.
Il est surnommé Raffaello ou Il Divin Codino (« le divin à la queue de cheval ») en raison de l'éternelle coiffure qu'il a portée durant sa carrière. En août 2010, il a été nommé à la tête de la direction technique de la Fédération italienne de football.

## Biographie

### Enfance et formation

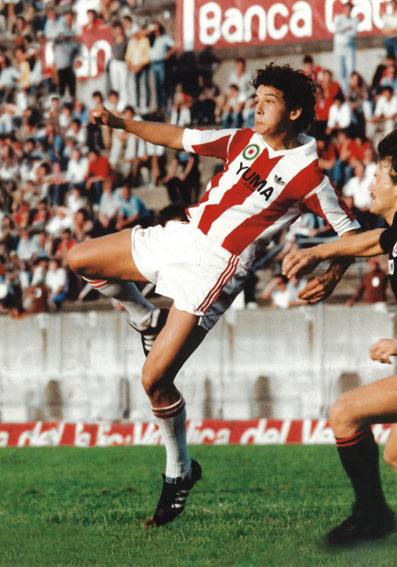
Roberto Baggio tentant une reprise de volée avec l'équipe du Lanerossi Vicenza lors de la saison 1982-1983.

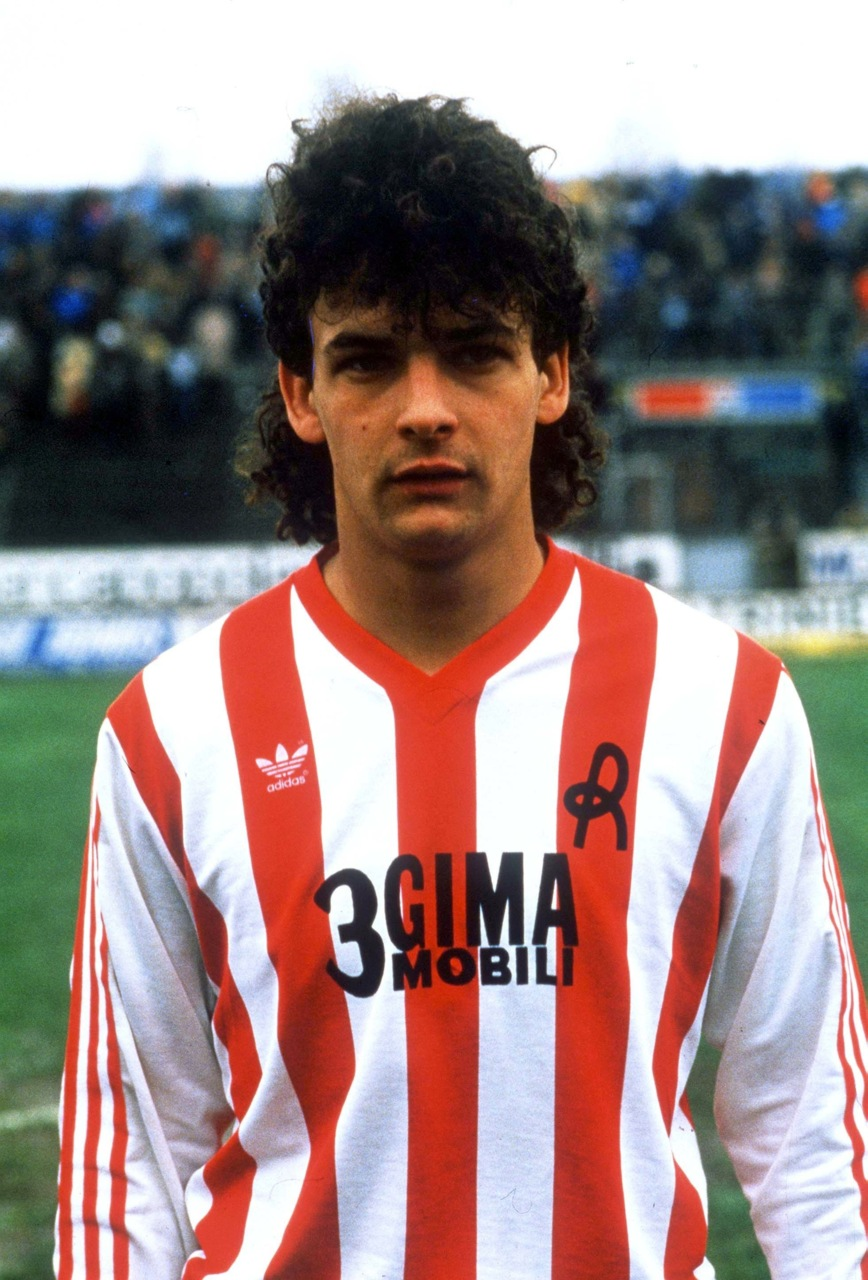
Roberto Baggio alors âgé de 17 ans avec l'équipe du Lanerossi Vicenza lors de la saison 1984-1985.

Roberto Baggio est sixième des huit fils de Matilde Rizzotto et Fiorindo Baggio entre lesquels il y a Eddy, lui aussi ancien footballeur. La famille vit à Caldogno, petit village de la province de Vicence, en Vénétie. D'éducation catholique, dès son plus jeune âge, Robby est passionné par le football qu'il pratique tous les jours du couloir de sa maison jusqu'à la cour dans le jardin alors que son père s'adonne au cyclisme. Il se dit rapidement plus concerné par le ballon que par l'école. Durant son enfance, son idole était Zico dont il ne rate pas un seul exploit à la télévision, au-delà de son intérêt pour le club de l'Inter de Milan qu'il supporte. Rapidement, Roberto se fait remarquer dans toute la province par ses qualités techniques et une agilité particulière balle au pieds. Sa maman comme ses sœurs se souviennent avoir eu du mal à détacher Roberto du petit terrain de foot en terre du village, même lorsqu'il fallait passer à table. Le terrain de football était devenu son endroit à lui. À deux mois de la fin des études, il décide de se retirer pour rejoindre le LR Vicence, et il n'obtient pas le diplôme. En 1989, il épouse Andreina Fabbi avec qui il a trois enfants. Roberto Baggio débute en Serie C1, la 3e division italienne, à l'âge de 15 ans dans l'équipe de Lanerossi Vicenza. Durant la saison 1984-1985, il marque 12 buts en 29 matchs, et permet ainsi à son équipe d'obtenir la promotion en Serie B. Il est propriétaire d'une exploitation agricole en Argentine, pays où il séjourne régulièrement pour ses pampas et sa passion inoxydable pour la chasse et la nature. Le 5 mai 1985, il a 18 ans quand il se blesse terriblement au cours d’un match avec le Vicenza : son ménisque et les ligaments croisés de sa jambe droite cèdent. Un chirurgien français, le professeur Bousquet se charge de l'opérer : il faudra 220 points de suture pour refermer la blessure de cette jambe soudainement devenue plus courte que l’autre. Cette caractéristique physique marquera son jeu. C'est aussi à ce moment de sa vie qu'il découvre le bouddhisme, il se convertira en 1988,.

### Révélation à la Fiorentina (1985-1990)
Il fait ses débuts professionnels en Serie A, la 1re division italienne, le 21 septembre 1986 sous les couleurs de la Fiorentina (victoire 2-0 contre la Sampdoria de Gênes). Il marque son premier but à Naples contre l'équipe de Diego Maradona, sur un magnifique coup franc. Le 16 novembre 1988, évoluant alors au poste de milieu offensif, il est sélectionné pour la première fois en équipe d'Italie, à l'occasion du match contre les Pays-Bas. Il marquera au total 27 buts en 56 sélections en équipe nationale. Roberto Baggio ne reste à la ACF Fiorentina que jusqu'à la saison 1989-1990, au terme de laquelle, il est transféré à la Juventus. Ce transfert entre les deux clubs rivaux entraînera de nombreux mécontentements parmi les tifosi florentins. Des émeutes éclateront même à Florence, et la police sera obligée d'intervenir pour tenter de calmer la situation extrêmement tendue. Lors de cette même saison, Roberto Baggio sera confronté à son futur club en finale de la coupe UEFA mais il ne pourra rien faire pour empêcher la victoire du club du Piémont.

### Consécration à la Juventus de Turin (1990-1995)
En 1990, Roberto Baggio débute à la Juventus de Turin, où il retrouve Salvatore « Toto » Schillaci, qui a brillé lors de la Coupe du monde 1990. Ses débuts sont relativement difficiles, mais il s'affirme néanmoins et progressivement comme le véritable leader de l'équipe. Sa première saison à la Juventus de Turin est marquée par le match qui l'oppose à son ancien club, la ACF Fiorentina au cours duquel il refuse de tirer un pénalty décisif. Il sera remplacé et en sortant il ramassera une écharpe (viola) tout en saluant de la main un ancien coéquipier sur le banc de la ACF Fiorentina. La Juventus de Turin perdra le match 1-0. De nombreux supporters l'accuseront de trahison.
Lors de la saison suivante, 1991-1992, Roberto Baggio réalise avec son club une belle saison sous la houlette de Giovanni Trapattoni. La Juventus de Turin termine 2e au classement derrière le Milan AC. Roberto Baggio inscrit cette saison 18 buts en Serie A. Il dispute et perd aussi la finale de la Coupe d'Italie (1-0 ; 0-2) contre Parme AC.
En 1993, la Juventus de Turin gagne la Coupe UEFA, Roberto Baggio est couronné Ballon d'or et désigné « Meilleur joueur de l'année » après une saison fabuleuse. Il marque 3 buts en demi-finale contre le Paris Saint-Germain, puis à nouveau 2 buts en finale de la Coupe UEFA contre le Borussia Dortmund, et se qualifie avec l'Italie pour le Mondial 1994.
En Serie A, la réussite n'est pas la même, et le Scudetto revient une fois de plus au Milan AC. La Juventus de Turin en fin de saison réussit tout de même l'exploit de battre le futur champion d'Italie dans son stade à San Siro, après une nouvelle superbe prestation de Roberto Baggio.
Roberto Baggio remporte son premier championnat d'Italie en 1995 avec la Juventus de Turin. Cette même année, il remporte également la Coupe d'Italie. Malgré ses deux succès, Roberto Baggio quitte la Juventus de Turin pour le Milan AC en fin de saison. Des blessures et surtout l'avènement d'un certain Alessandro Del Piero, ayant terni sa fin de parcours avec la Juventus de Turin.

### Milan AC (1995-1997)
Dès sa première année au Milan AC, Roberto Baggio remporte le championnat et donc son deuxième Scudetto consécutif. Après une saison 1996-1997 ou, en plus de résultats décevants, il finit par perdre sa place de titulaire, Roberto Baggio quitte le club lombard pour l'équipe de Bologne. Il veut jouer avec continuité pour espérer faire partie de l'équipe d'Italie lors du Mondial 1998 pour devenir enfin champion du monde après être passé si près en 1990 à domicile et surtout 4 ans plus tard aux États-Unis.

### Rebond à Bologne, puis Inter Milan (1997-2000)
C'est une nouvelle aventure qui commence pour Roberto Baggio, dans une équipe sans grande ambition son objectif personnel est de jouer titulaire afin d'être convoqué pour la prochaine Coupe du monde 1998 en France. Bien que sa saison soit également sa meilleure performance, il inscrira 22 buts en 30 matchs, il connaîtra des problèmes avec son entraîneur Renzo Ulivieri. Avant un match de championnat contre la Juventus de Turin, il décide de ne pas convoquer Roberto Baggio, qui décida à son tour de ne pas assister au match sur le banc des remplaçants. Poussé par la presse et les tifosi, Renzo Ulivieri titularisa Roberto Baggio pour le reste de la saison.
Après le Mondial 1998, Massimo Moratti, le président de l'Inter Milan, décide d'engager Roberto Baggio pour l'associer à Ronaldo. L'équipe milanaise présente ainsi un formidable duo d'attaquants, et c'est avec beaucoup d'espoirs que la saison commence. Toutefois, cette saison 1998-1999, n'apporte que peu de satisfactions aux tifosi « nerazzurri ». L'Inter Milan finit très loin du Milan AC qui remporte le Scudetto et est éliminé par Manchester United en quart de finale de la Ligue des champions. Par ailleurs, quatre entraîneurs se succèdent à la tête de l'équipe, mais aucun d'eux n'arrive à trouver la solution.
Pour la saison 1999-2000, c'est Marcello Lippi, l'ancien entraîneur de Roberto Baggio à la Juventus de Turin, qui est nommé pour ramener l'Inter Milan au sommet. L'équipe est également renforcée par l'arrivée de plusieurs joueurs, dont celle de Christian Vieri, l'avant-centre de l'équipe d'Italie. Pour de nombreux observateurs, le duo d'attaquants sera composé de Ronaldo et de Christian Vieri, et donc la saison s'annonce difficile pour Roberto Baggio.
En effet, cette saison est l'une des plus noires de la carrière de Roberto Baggio. Marcello Lippi, avec lequel il s'est brouillé dès le début de la saison, ne lui facilite pas la tâche en l'envoyant à de très nombreuses reprises sur le banc des remplaçants (lorsqu'il n'était pas obligé de suivre le match des tribunes). Roberto Baggio expliquera dans son autobiographie, Una porta nel cielo, les raisons de ses problèmes avec Marcello Lippi. Lors du match de barrage entre l'Inter Milan et Parme, permettant de départager les deux équipes pour la quatrième place du championnat, qualificative pour la Ligue des champions, c'est encore Roberto Baggio qui, grâce à un doublé sauve la saison de l'Inter Milan, et par la même occasion celle de Marcello Lippi.
À la fin de la saison, entre Roberto Baggio et Marcello Lippi, l'Inter Milan choisit ce dernier et Roberto Baggio se retrouve ainsi sans club, alors que l'équipe d'Italie s'envole sans lui pour aller disputer l'Euro 2000 en Belgique et aux Pays-Bas.

### Fin de carrière à Brescia (2000-2004)
Roberto Baggio signe au Brescia Calcio durant l'été 2000 grâce notamment à Carlo Mazzone l'entraîneur de l'équipe lombarde qui s'est investi personnellement pour le faire venir.
Roberto Baggio joue dans cette équipe jusqu'à la fin de sa carrière, et espère être appelé pour disputer le Mondial 2002 en Corée du Sud et au Japon. Malgré tous ses efforts, la convocation n'arrive pas, et Roberto Baggio ne peut donc pas disputer son 4e Mondial consécutif.
Le 14 mars 2004, durant le match contre Parme, Roberto Baggio marque son 200e but en Serie A, et rejoint ainsi quatre autres champions : Silvio Piola, Gunnar Nordahl, Giuseppe Meazza et José Altafini.
Roberto Baggio dispute son dernier match le 16 mai 2004 contre le Milan AC : 4-2, peu après avoir été convoqué une dernière fois, en avril 2004, en équipe d'Italie pour disputer un match amical contre l'Espagne. L'affection des tifosi italiens pour leur champion se fait sentir tout au long de la partie par des ovations à chaque fois que Roberto Baggio touche le ballon et par une ovation debout lorsqu'il est remplacé à quelques minutes du coup de sifflet final.
Il est également intéressant de remarquer que l'équipe du Brescia Calcio, avant l'arrivée de Roberto Baggio, n'avait jamais réussi à se maintenir en Serie A. Durant les quatre saisons où Roberto Baggio a évolué sous les couleurs de Brescia, l'équipe s'est à chaque fois sauvée sans trop de difficultés (se qualifiant même une fois pour l'Europe). Lors de la saison 2004-2005, le Brescia Calcio, privé de son « numéro 10 » (numéro retiré en hommage à Roberto Baggio), s'est classé 19e sur 20, et a été donc relégué en Serie B.

### En équipe nationale

#### Mondial 1990
Sélectionné pour le Mondial 1990 organisé en Italie, il se révèle au monde entier en marquant un superbe but contre la Tchécoslovaquie. Il évolue en pointe de l'attaque, et forme un formidable duo avec Salvatore Schillaci. Cependant pour affronter l'Argentine de Diego Maradona en demi-finale, le sélectionneur italien, Azeglio Vicini, décide de faire confiance à Gianluca Vialli. Roberto Baggio se retrouve sur le banc des remplaçants, et son entrée trop tardive dans le match, ne lui permet pas de changer le cours du jeu. L'Italie est éliminée aux tirs au but.
Pour le match de la troisième place contre l'Angleterre, le duo Salvatore Schillaci-Roberto Baggio est de nouveau sur le terrain, et c'est assez logiquement que l'Italie l'emporte 2-1. Roberto Baggio marque le premier but après une belle action dans la surface de réparation anglaise. Il aurait également pu marquer le deuxième but, mais préfère laisser tirer le penalty à Salvatore Schillaci, pour que ce dernier remporte le titre de meilleur buteur de la compétition.

#### Mondial 1994

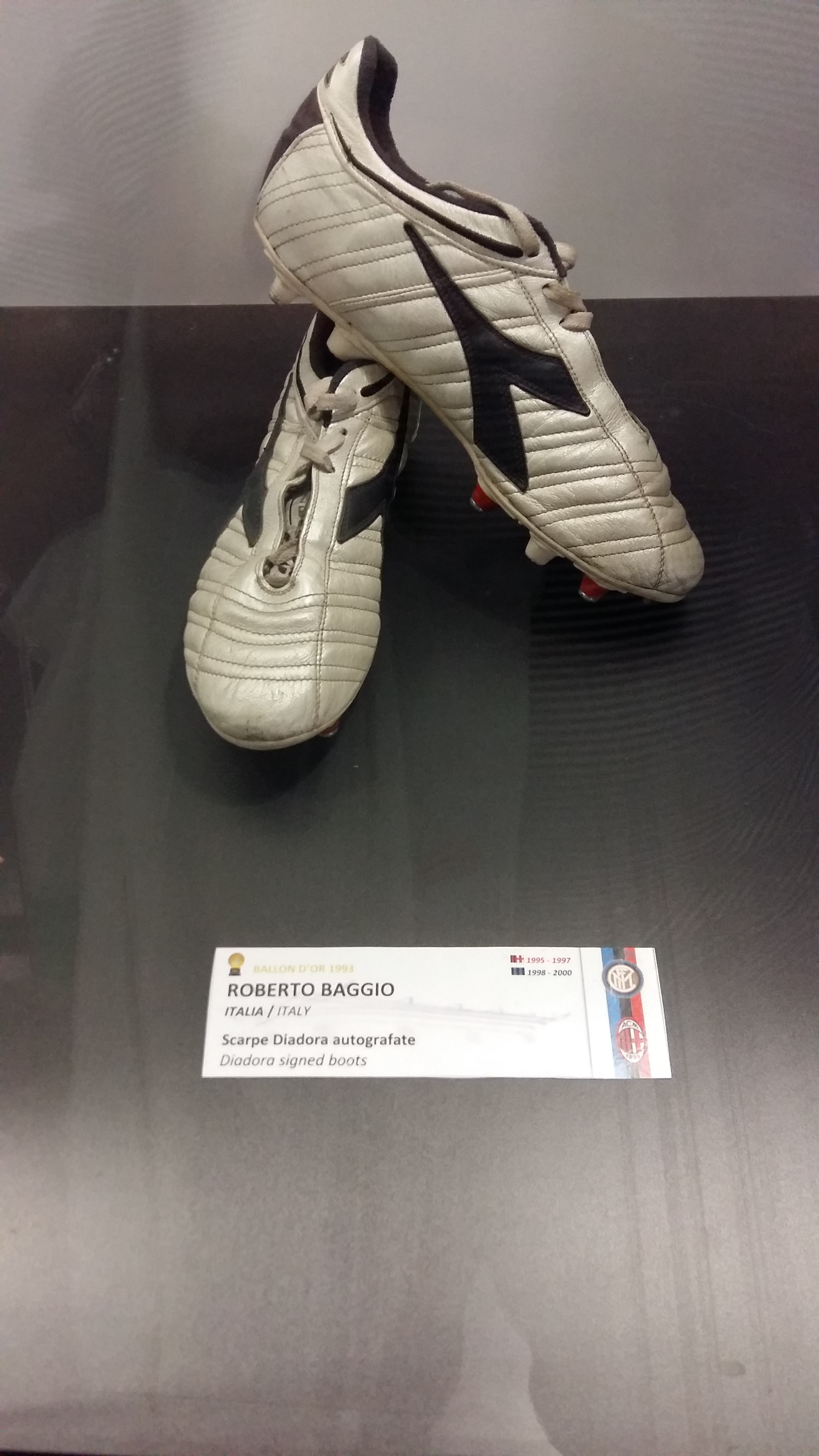
Les crampons utilisés par Roberto Baggio.

Pour le Mondial 1994 aux États-Unis, toute l'Italie attend son équipe nationale et surtout son meilleur joueur, Roberto Baggio. Pour Roberto Baggio et la Juventus de Turin, la saison 1993-1994, n'a pas été particulièrement réussie. La Juventus de Turin se classe 2e de la Serie A mais sans jamais vraiment avoir lutté contre le Milan AC et est éliminée en quart de finale de la Coupe UEFA. De même, la préparation de l'Italie au Mondial, n'est pas des meilleures : défaite 1-0 à Naples face à la France, défaite 2-1 en Allemagne. De plus, le sélectionneur italien, Arrigo Sacchi, ne semble être fixé ni sur un module de jeu, ni sur une équipe type. Seuls Roberto Baggio et les défenseurs du Milan AC (Franco Baresi, Paolo Maldini, Alessandro Costacurta et Mauro Tassotti), sont des titulaires indiscutables.

##### Match Italie-Irlande
Ainsi, l'Italie joue son premier match contre l'Irlande en 4-4-2, alors que durant tous les matchs préparatoires, l'Italie avait évolué en 4-3-3. Roberto Baggio ne brille pas pour son début dans la compétition, et l'Italie dispute son plus mauvais match du Mondial. L'Irlande s'impose 1-0, et plus que le manque de jeu de l'Italie, c'est la prestation de Roberto Baggio qui inquiète les tifosi.

##### Match Italie-Norvège
Pour son deuxième match, l'Italie n'a pas droit à l'erreur. Elle doit battre la Norvège s'il elle veut continuer dans le Mondial. Cette fois-ci, tout semble se passer pour le mieux. L'Italie commence bien la rencontre, et Roberto Baggio semble bien inspiré. Mais c'est un coup de théâtre qui se produit. Lors de la première action norvégienne, Gianluca Pagliuca, le gardien italien, est expulsé après avoir touché le ballon avec les mains en dehors de sa surface de réparation. L'Italie se retrouve à 10, et un joueur doit sortir pour que Luca Marchegiani, le gardien remplaçant, puisse entrer sur le terrain. Arrigo Sacchi décide à la surprise générale de faire sortir Roberto Baggio. Roberto Baggio, n'en revient pas, et se demande si son entraîneur n'est pas devenu fou. Ces images où l'on voit très nettement les gestes et l'expression de Roberto Baggio, seront à l'origine des incompréhensions entre Arrigo Sacchi et Roberto Baggio jusqu'à la fin de sa carrière. L'Italie parvient au bout d'un match incroyable à remporter la victoire 1-0. C'est Dino Baggio, « l'autre Baggio » qui offre la victoire à l'Italie. Cependant Franco Baresi se blesse gravement, et pour de nombreux observateurs son Mondial est déjà terminé.

##### Match Italie-Mexique
Lors du troisième match, Italie et Mexique se séparent sur le score de 1-1 (but de Massaro pour l'Italie), et comme lors du premier match, Roberto Baggio n'est que l'ombre de lui-même. L'Italie se qualifie pour le deuxième tour comme meilleure troisième. En 8e de finale, elle s'attend à affronter l'Argentine de Gabriel Batistuta et de Diego Maradona. Mais les Argentins, privés de Diego Maradona suspendu pour dopage, perdent contre la Bulgarie et finalement, c'est le Nigeria qui se classe premier de son groupe et qui donc jouera contre l'Italie.

##### Match Italie-Nigeria
À Boston, tout débute très mal pour l'Italie. Les Italiens souffrent terriblement contre le Nigeria, et les joueurs champions d'Afrique ouvrent très rapidement le score. Cette fois-ci pour l'Italie, il n'y aura pas de seconde chance, il faut gagner ou « rentrer à la maison ». Roberto Baggio, très critiqué, a également beaucoup à prouver sur ce match. L'arbitre mexicain expulse Gianfranco Zola, rentré à peine 10 minutes. Mais une nouvelle fois, c'est dans l'adversité que l'Italie donne le meilleur d'elle-même et à 10 contre 11, elle commence à mettre en difficulté son adversaire. Cependant le temps passe et l'Italie est toujours mené 1-0. Mais à la 88e minute, alors que tout semble perdu, Roberto Baggio au même titre que Paolo Rossi lors du Mondial 1982, décide de prendre les choses en main. Roberto Mussi qui vient de remonter le ballon voit Roberto Baggio à la limite de la surface de réparation. L'arrière droit de la Nazionale donne ainsi le ballon à Roberto Baggio qui, d'une frappe à ras de terre, bat le gardien Nigérian. Plus personne n'y croyait, mais l'Italie arrache la prolongation. Celle-ci sera à sens unique, jusqu'à un penalty sifflé en faveur de l'équipe italienne. Roberto Baggio le transforme et l'Italie l'emporte 2-1.

##### Match Italie-Espagne
Quatre jours plus tard, toujours dans ce même stade de Boston, l'Italie doit affronter dans le derby latin l'Espagne de Javier Clemente. Naturellement Roberto Baggio est le joueur sur lequel repose tous les espoirs des tifosi. Durant l'hymne national italien son visage semble dessiner toute sa volonté de bien faire. Nous voilà à la 26e minute, une deux entre Roberto Donadoni et Dino Baggio, celui-ci décroche un tir qui surprend Andoni Zubizarreta. 1-0 pour la Nazionale. Avantage qui perdura jusqu'à la 59e min., lorsque José Luis Caminero frappe de près, le ballon est dévié par Antonio Benarrivo dans les filets du pauvre Gianluca Pagliuca 1-1, balle au centre. L'Italie et Roberto Baggio semblent accuser le coup et c'est dans la logique que les Ibériques dominent et se créent une belle occasion de prendre l'avantage par Julio Salinas qui seul devant Gianluca Pagliuca rate sa chance à cinq minutes de la fin. C'est au point mort que Roberto Baggio allait briller de mille feux ; avec la superbe complicité de Giuseppe Signori dans une rapide contre attaque, il marqua le but de la délivrance tout en dribblant le portier Andoni Zubizarreta, 2-1, alors qu'il ne restait plus que deux minutes à jouer.

##### Match Italie-Bulgarie
Demi-finale, mercredi 13 juillet au Giants Stadium de New York, l'Italie se retrouve devant une surprenante Bulgarie, emmenée par son futur ballon d'or Hristo Stoïchkov. Ce match, nous pouvons l'intituler « Il talento di Roberto Baggio », tant sa classe a contribué à la victoire des siens. Dès les premières minutes de jeux, les Italiens jouent le pressing tel « l'AC Milan d'un certain Arrigo Sacchi actuel sélectionneur des azzurri », avec leur chef d'orchestre Roberto Baggio. Dans ce récital azzurro 21e et 36e min., il inscrit pratiquement à lui tout seul deux perles de toute beauté, un doublé magique qui fait chanter et danser les milliers de tifosi présent à cette Opéra azzurra. Cependant, à la 44e minute, c'est Hristo Stoïchkov qui sur un pénalty, vient enrayer la musique 2-1 c'est la mi-temps. Au retour des vestiaires, les Italiens vont pratiquer le catenaccio de triste mémoire, ce qui aura comme seul effet d'inciter les Bulgares à se créer des occasions mais le score en restera là. Pire, Roberto Baggio véritable héros du Mondial 1994, blessé à la cuisse restera incertain pour la finale contre le Brésil.

##### Match Italie-Brésil
La finale de cette XVe Coupe du monde, oppose deux colosses l'ayant chacune remporté trois fois. Les éditions 1958, 1962 et 1970 pour les auriverde. 1934, 1938 et 1982 pour la Squadra Azzurra. Dimanche 17 juillet, Rose Bowl de Pasadena. Qui des deux allait remporter cette coupe si convoitée Romário ou Roberto Baggio, mis à part l'enjeu l'attente était très grande même pour le public neutre. Les Italiens pouvaient se rassurer car en défense Franco Baresi est miraculeusement de retour, à ses côtés Paolo Maldini assurera le dernier périmètre, ils colmateront les brèches, poussant l'Italie jusqu'à la fatidique séance des tirs au but. Dans ce match, pauvre en but 0-0 à l'issue de la prolongation, le malheureux Roberto Baggio ne rayonne pas, blessé, il se verra repousser une tentative lointaine par Cláudio Taffarel, et juste avant la fin de la prolongation son tir passe au-dessus. Tirs au but, après que Franco Baresi et Daniele Massaro eurent échoué, c'est au tour de Roberto Baggio qui s'avance pour le tir de la dernière chance, il frappe fort, le ballon s'envole dans le ciel de Pasadena. Le Brésil bat donc l'Italie 3-2 aux tirs au but. Roberto Baggio ne pourra pas soulever le trophée qui danse la samba dans les mains de Romário et son équipe. La réaction d'échec de Roberto Baggio et la joie du gardien Cláudio Taffarel après ce tir au but manqué, apparaît brièvement dans le clip Waka Waka (This Time for Africa), musique officielle de la Coupe du monde de football de 2010, interprétée par Shakira et le groupe sud-africain Freshlyground. Il s'agit de la dernière image d'archive du clip, juste après les joies de footballeurs de légendes : Diego Maradona lors de la finale de la Coupe du monde de football 1986, Zinédine Zidane lors de la finale de la Coupe du monde de football 1998 et Pelé lors de la finale de la Coupe du monde de football 1970, où l'Italie a aussi perdu contre le Brésil.

#### Le Mondial 98
Roberto Baggio réalise un très bon Mondial 1998 en France. Il marque deux buts (contre le Chili et l'Autriche), offre deux passes décisives et orchestre de somptueuses actions, collectives ou individuelles. L'Italie est éliminée en quart de finale par la France durant la séance des tirs au but. Bien que la France ait dominé globalement le match, Roberto Baggio rate de très peu le but en or durant la prolongation, sur une superbe reprise de volée directe d'un ballon aérien venant dans le dos. Il marque son tir au but mais l'Italie se fait une nouvelle fois éliminer lors de cet exercice pour la troisième fois consécutive.
C'est le troisième et dernier mondial disputé par Roberto Baggio, et à trois reprises, l'Italie aura été éliminée aux tirs au but. Ainsi pour Roberto Baggio, mais également pour d'autres grands champions comme Paolo Maldini, « la roulette » des tirs au but se sera révélée fatale. Il est le seul joueur italien à avoir marqué dans trois Coupes du monde différentes.

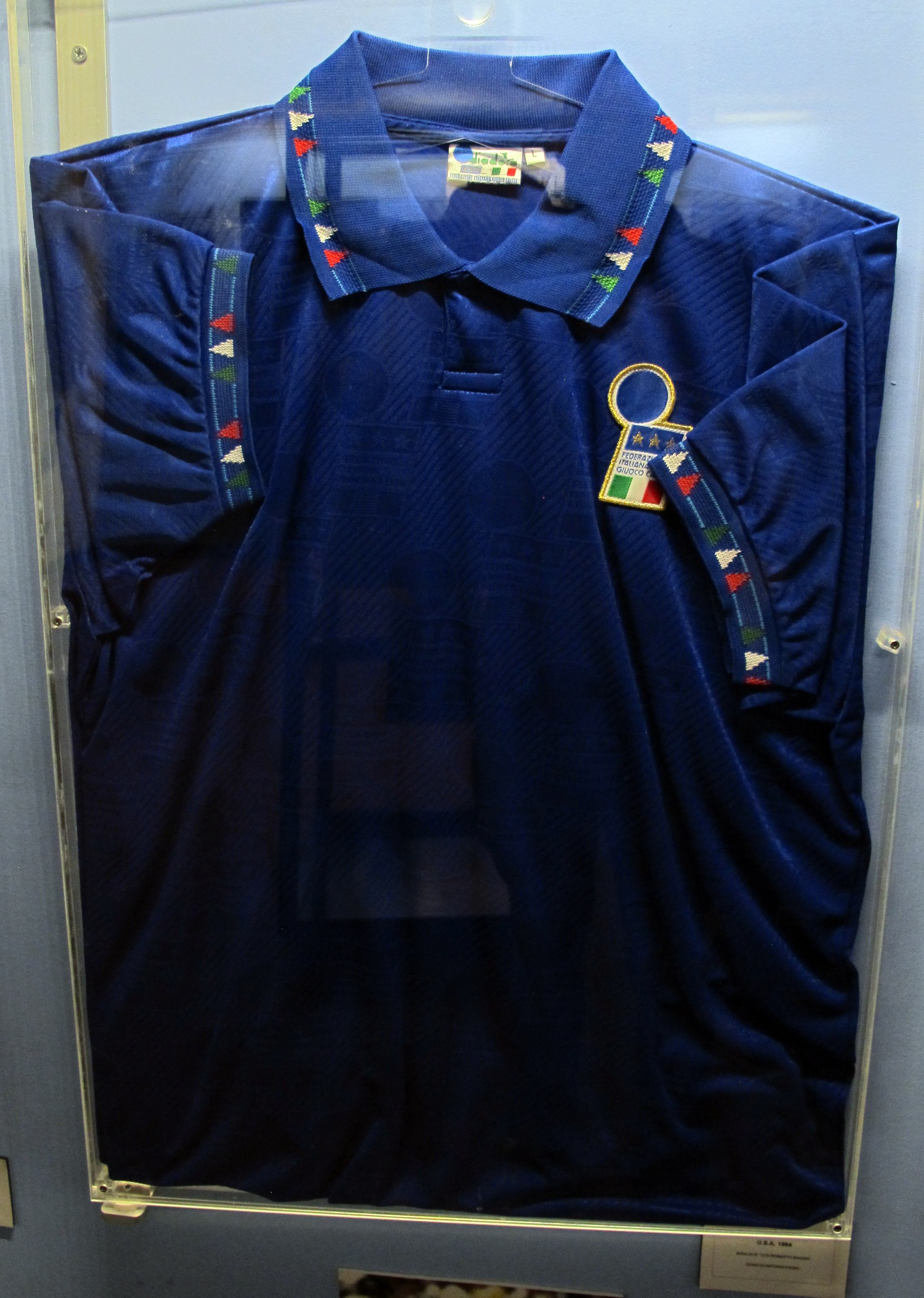
L'avant du maillot de Roberto Baggio durant le Mondial 1994 disputé aux États-Unis.

La Coupe du monde 1998 sera sa dernière compétition, Roberto Baggio n'étant plus sélectionné avec la Squadra Azzurra à partir de 1999. Néanmoins, en avril 2004, Giovanni Trapattoni le convoque pour un match amical face à l'Espagne au stade Luigi-Ferraris de Gênes (score 1-1). Titulaire, il porte le brassard de capitaine en seconde période, avant de céder sa place à Fabrizio Miccoli à la 85e minute sous les ovations du public,. Cet ultime match avec l'Italie, est parfois présenté comme le jubilé de Baggio pour le remercier des « services rendus », ; il aura inscrit 27 buts en 56 sélections entre 1988 et 2004.

## Style de jeu
Doté d’une technique exceptionnelle, associée à une élégance qui lui était propre, Roberto Baggio a régulièrement suscité des débats chez les observateurs et techniciens du monde footballistique. Meneur de jeu ou plutôt "neuf et demi" (le même genre de joueur qu'un Rivaldo, Youri Djorkaeff, Francesco Totti ou Alessandro Del Piero) comme avait analysé Michel Platini à son sujet, les prestations de Roberto Baggio ne laissaient personne insensible. Il avait la particularité plutôt rare d'éclairer le jeu à chaque fois qu’il touchait le ballon, résultat de ses choix d’action toujours très judicieux. Au-delà du registre de jeu, celui d’un meneur porté vers le but, l’international italien a su, tout au long de son incroyable carrière, faire l’unanimité grâce à ses qualités techniques souvent inégalées parmi les meneurs. Son intelligence de jeu, sa vision claire, absolue et pointue des phases offensives lui permettaient de distiller des passes millimétrées gardant une incroyable capacité à éliminer les joueurs adverses. Dans ce registre, Roberto Baggio comptait parmi les meneurs de jeu les plus prolifiques et redoutables, très habile dans l’art d’utiliser le moindre espace, alliant une vive capacité à se démarquer à l’approche de la surface de but adverse. Excellent passeur, les ballons, courts ou longs, trouvaient avec Roberto Baggio des cibles très souvent vouées à être transformées en but. Sobriété, tout un symbole pour celui qui était aussi adroit à jouer ou à faire jouer les autres, pour qui les caviars de Roberto Baggio changeaient le jeu à eux-seuls. C’est toujours à l’approche de cette zone de prédilection que l’international italien était redoutable par son adresse, finisseur dans toutes les positions et avec les deux pieds. Si le jeu de tête pouvait être considéré comme son talon d’Achille, Roberto Baggio était un buteur hors norme, offrant régulièrement une multitude de reprises de volée, slaloms et dribbles déconcertants, contrôles de balles miraculeux, duels décisifs face aux gardiens adverses. Avec Roberto Baggio, tout semblait facile. Le moindre geste était réalisé avec une classe hors-norme, une délicatesse et un art abouti. Il restera l’un des plus grands spécialistes des coups de pied arrêtés, ayant même marqué un but sur corner. Ses éternels coups francs sont considérés à ce jour[Quand ?] comme de véritables chefs-d’œuvre[Par qui ?]. À l’appui de statistiques déconcertantes, il était assez rare de voir un match sans but ou sans passe décisive de Roberto Baggio, illustration de l’efficacité et de la régularité de ses performances.

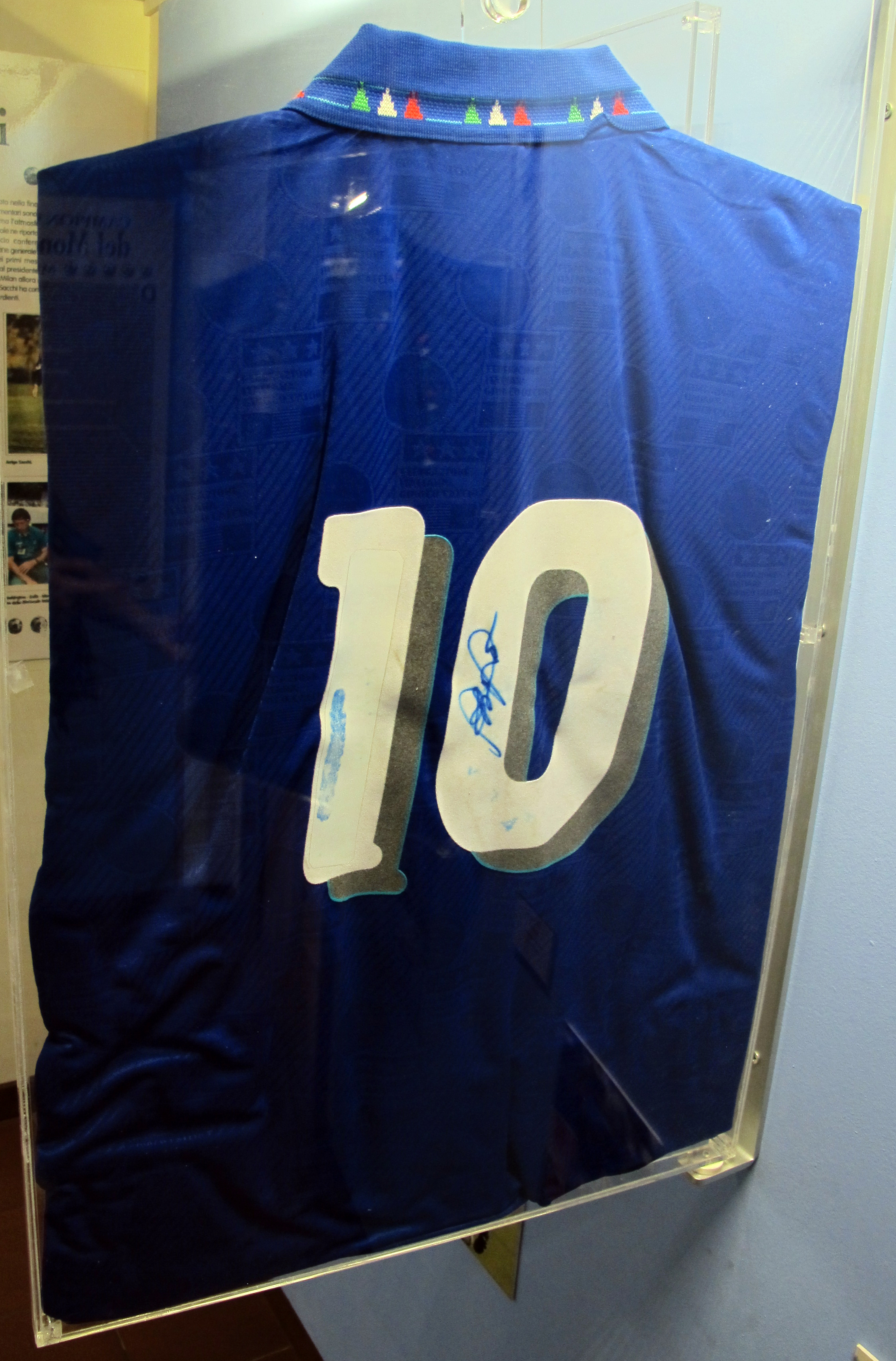
L'arrière du maillot de Roberto Baggio durant le Mondial 1994 disputé aux États-Unis.

### Il imprime directement les victoires
C'est certainement Roberto Baggio, comme le souligne lucidement Arrigo Sacchi, « qui a souvent montré les plus belles choses sur un terrain de football » et qui a, « loin devant les autres, manifesté de la constance dans l'expression footballistique au plus haut niveau. » Aux origines du jeu, et encore dans certains pays comme le Brésil et l'Angleterre, c'est d'abord le joueur que l'on distingue dans le recrutement, pour son aptitude à être lui-même avec la balle et à créer par ses pieds. L'influence sur le jeu coule de soi, si l'on peut dire, comme la qualité athlétique. Le joueur, avant tout, est jeu. Dans cette définition, Roberto Baggio, comme Diego Maradona hier, est premier de cordée. Il est footballeur de la tête aux pieds, par sa taille moyenne, par sa très grande qualité technique, par son astuce et sa malice instinctives, de buteur notamment, par son art décisif du contre-pied, par la possession de l'arme absolue, vitesse, détente, donc par son pouvoir d'accélération. A cela il ajoute, sans jamais renier sa vocation de virtuose, mais dans le droit-fil de l'évolution d'un champion intelligent, une claire vision collective du jeu, l'aptitude encore peu montrée de la passe décisive et renversante, l'efficience sur les coups de pied arrêtés. Que manquerait-il donc à ce premier violon, inventeur solitaire souvent et parfait chef d'orchestre quand il le veut. Roberto Baggio est un décideur, un homme qui imprime directement les victoires. Non seulement il frappe l'imagination populaire, mais il représente aussi une solide réalité sur les gestionnaires, corporation en vogue dans le monde moderne. Il vaut donc plus que Franco Baresi, dont l'influence sur le jeu du Milan AC est énorme, mais celle-ci dans la règle et le classicisme, et sans dépasser le cadre de la création contrôlée.

## Statistiques

### Générales par saison
| Saison                | Club                  | Championnat           | Championnat | Championnat | Coupe(s) nationale(s) | Coupe(s) nationale(s) | Supercoupe | Supercoupe | Compétition(s) continentale(s) | Compétition(s) continentale(s) | Compétition(s) continentale(s) | Italie | Italie | Total | Total |
| Saison                | Club                  | Division              | M.          | B.          | M.                    | B.                    | M.         | B.         | Comp.                          | M.                             | B.                             | M.     | B.     | M.    | B.    |
| 1982-1983             | Lanerossi Vicence     | Serie C               | 1           | 0           | -                     | -                     | -          | -          | -                              | -                              | -                              | -      | -      | 1     | 0     |
| 1983-1984             | Lanerossi Vicence     | Serie C               | 6           | 1           | 6                     | 1                     | -          | -          | -                              | -                              | -                              | -      | -      | 12    | 2     |
| 1984-1985             | Lanerossi Vicence     | Serie B               | 29          | 12          | 5                     | 2                     | -          | -          | -                              | -                              | -                              | -      | -      | 34    | 14    |
| Sous-total            | Sous-total            | Sous-total            | 36          | 13          | 11                    | 3                     | -          | -          | -                              | -                              | -                              | -      | -      | 47    | 16    |
| 1985-1986             | AC Fiorentina         | Serie A               | 0           | 0           | 5                     | 0                     | -          | -          | -                              | -                              | -                              | -      | -      | 5     | 0     |
| 1986-1987             | AC Fiorentina         | Serie A               | 5           | 1           | 4                     | 2                     | -          | -          | C3                             | 1                              | 0                              | -      | -      | 10    | 3     |
| 1987-1988             | AC Fiorentina         | Serie A               | 27          | 6           | 7                     | 3                     | -          | -          | -                              | -                              | -                              | -      | -      | 34    | 9     |
| 1988-1989             | AC Fiorentina         | Serie A               | 30+1        | 15+0        | 10                    | 9                     | -          | -          | -                              | -                              | -                              | 3      | 1      | 44    | 25    |
| 1989-1990             | AC Fiorentina         | Serie A               | 32          | 17          | 2                     | 1                     | -          | -          | C3                             | 12                             | 1                              | 8      | 3      | 54    | 22    |
| Sous-total            | Sous-total            | Sous-total            | 95          | 39          | 28                    | 15                    | -          | -          | -                              | 13                             | 1                              | 11     | 4      | 147   | 59    |
| 1990-1991             | Juventus FC           | Serie A               | 33          | 14          | 5                     | 3                     | 1          | 1          | C2                             | 8                              | 9                              | 5      | 3      | 52    | 30    |
| 1991-1992             | Juventus FC           | Serie A               | 32          | 18          | 8                     | 4                     | -          | -          | -                              | -                              | -                              | 6      | 5      | 46    | 27    |
| 1992-1993             | Juventus FC           | Serie A               | 27          | 21          | 7                     | 3                     | -          | -          | C3                             | 9                              | 6                              | 7      | 5      | 50    | 35    |
| 1993-1994             | Juventus FC           | Serie A               | 32          | 17          | 2                     | 2                     | -          | -          | C3                             | 7                              | 3                              | 14     | 7      | 55    | 29    |
| 1994-1995             | Juventus FC           | Serie A               | 17          | 8           | 4                     | 2                     | -          | -          | C3                             | 8                              | 4                              | 1      | 0      | 30    | 14    |
| Sous-total            | Sous-total            | Sous-total            | 141         | 78          | 26                    | 14                    | 1          | 1          | -                              | 32                             | 22                             | 33     | 20     | 233   | 135   |
| 1995-1996             | Milan AC              | Serie A               | 28          | 7           | 1                     | 0                     | -          | -          | C3                             | 5                              | 3                              | 1      | 0      | 35    | 10    |
| 1996-1997             | Milan AC              | Serie A               | 23          | 5           | 5                     | 3                     | -          | -          | C1                             | 5                              | 1                              | 1      | 1      | 34    | 10    |
| Sous-total            | Sous-total            | Sous-total            | 51          | 12          | 6                     | 3                     | -          | -          | -                              | 10                             | 4                              | 2      | 1      | 69    | 20    |
| 1997-1998             | Bologne FC            | Serie A               | 30          | 22          | 3                     | 1                     | -          | -          | -                              | -                              | -                              | 6      | 2      | 39    | 25    |
| 1998-1999             | Inter Milan           | Serie A               | 23          | 5           | 4+2                   | 0+1                   | -          | -          | C1                             | 6                              | 4                              | 3      | 0      | 38    | 10    |
| 1999-2000             | Inter Milan           | Serie A               | 18+1        | 4+2         | 5                     | 1                     | -          | -          | -                              | -                              | -                              | -      | -      | 24    | 7     |
| Sous-total            | Sous-total            | Sous-total            | 42          | 11          | 11                    | 2                     | -          | -          | -                              | 6                              | 4                              | 3      | 0      | 62    | 17    |
| 2000-2001             | Brescia Calcio        | Serie A               | 25          | 10          | 3                     | 0                     | -          | -          | -                              | -                              | -                              | -      | -      | 28    | 10    |
| 2001-2002             | Brescia Calcio        | Serie A               | 12          | 11          | 1                     | 0                     | -          | -          | -                              | -                              | -                              | -      | -      | 13    | 11    |
| 2002-2003             | Brescia Calcio        | Serie A               | 32          | 12          | -                     | -                     | -          | -          | -                              | -                              | -                              | -      | -      | 32    | 12    |
| 2003-2004             | Brescia Calcio        | Serie A               | 26          | 12          | -                     | -                     | -          | -          | -                              | -                              | -                              | 1      | 0      | 27    | 12    |
| Sous-total            | Sous-total            | Sous-total            | 95          | 45          | 4                     | 0                     | -          | -          | -                              | 6                              | 4                              | 1      | 0      | 106   | 49    |
| Total sur la carrière | Total sur la carrière | Total sur la carrière | 490         | 220         | 89                    | 38                    | 1          | 1          | -                              | 63                             | 32                             | 56     | 27     | 699   | 318   |

### Buts en sélection
Le tableau suivant liste les résultats de tous les buts inscrits par Roberto Baggio avec l'équipe d'Italie.
| But | Date              | Stade, ville, pays                    | Adversaire      | Résultat | Match, compétition                |
| --- | ----------------- | ------------------------------------- | --------------- | -------- | --------------------------------- |
| 1er | 22 avril 1989     | Vérone, Italie                        | Uruguay         | 1-1      | Amical                            |
| 2e  | 20 septembre 1989 | Césène, Italie                        | Bulgarie        | 4-0      | Amical                            |
| 3e  | 20 septembre 1989 | Césène, Italie                        | Bulgarie        | 4-0      | Amical                            |
| 4e  | 19 juin 1990      | Stade olympique de Rome, Rome, Italie | Tchécoslovaquie | 2-0      | Coupe du monde 1990               |
| 5e  | 7 juillet 1990    | Stade San Nicola, Bari, Italie        | Angleterre      | 2-1      | Coupe du monde 1990               |
| 6e  | 26 septembre 1990 | Stade Renzo-Barbera, Palerme, Italie  | Pays-Bas        | 1-0      | Amical                            |
| 7e  | 17 octobre 1990   | Budapest, Hongrie                     | Hongrie         | 1-1      | Éliminatoires Euro 1992           |
| 8e  | 21 décembre 1991  | Foggia, Italie                        | Chypre          | 2-0      | Éliminatoires Euro 1992           |
| 9e  | 19 février 1992   | Césène, Italie                        | Saint-Marin     | 4-0      | Amical                            |
| 10e | 19 février 1992   |                                       | Saint-Marin     | 4-0      | Amical                            |
| 11e | 25 mars 1992      | Turin, Italie                         | Allemagne       | 1-0      | Amical                            |
| 12e | 6 juin 1992       | Chicago, États-Unis                   | États-Unis      | 1-1      | US Cup                            |
| 13e | 9 septembre 1992  | Eindhoven, Pays-Bas                   | Pays-Bas        | 2-3      | Amical                            |
| 14e | 14 octobre 1992   | Stade Sant'Elia, Cagliari, Italie     | Suisse          | 2-2      | Éliminatoires Coupe du monde 1994 |
| 15e | 20 janvier 1993   | Florence, Italie                      | Mexique         | 2-0      | Amical                            |
| 16e | 24 février 1993   | Porto, Portugal                       | Portugal        | 1-3      | Éliminatoires Coupe du monde 1994 |
| 17e | 14 avril 1993     | Trieste, Italie                       | Estonie         | 2-0      | Éliminatoires Coupe du monde 1994 |
| 18e | 22 septembre 1993 | Tallinn, Estonie                      | Estonie         | 0-3      | Éliminatoires Coupe du monde 1994 |
| 19e | 22 septembre 1993 | Tallinn, Estonie                      | Estonie         | 0-3      | Éliminatoires Coupe du monde 1994 |
| 20e | 5 juillet 1994    | Foxboro Stadium, Boston, États-Unis   | Nigeria         | 1-2      | Coupe du monde 1994               |
| 21e | 5 juillet 1994    | Foxboro Stadium, Boston, États-Unis   | Nigeria         | 1-2      | Coupe du monde 1994               |
| 22e | 9 juillet 1994    | Foxboro Stadium, Boston, États-Unis   | Espagne         | 2-1      | Coupe du monde 1994               |
| 23e | 13 juillet 1994   | Giants Stadium, New York, États-Unis  | Bulgarie        | 2-1      | Coupe du monde 1994               |
| 24e | 13 juillet 1994   | Giants Stadium, New York, États-Unis  | Bulgarie        | 2-1      | Coupe du monde 1994               |
| 25e | 30 avril 1997     | Stadio San Paolo, Naples, Italie      | Pologne         | 3-0      | Éliminatoires Coupe du monde 1998 |
| 26e | 11 juin 1998      | Stade Chaban-Delmas, Bordeaux, France | Chili           | 2-2      | Coupe du monde 1998               |
| 27e | 23 juin 1998      | Stade de France, Saint-Denis, France  | Autriche        | 2-1      | Coupe du monde 1998               |

## Palmarès

### Collectif
| ACF Fiorentina                          | Juventus Football Club | AC Milan                                                                             | Inter Milan                            | Brescia Calcio                          | Italie                                                     |
| --------------------------------------- | --- | ------------------------------------------------------------------------------------ | -------------------------------------- | --------------------------------------- | ---------------------------------------------------------- |
| - Coupe de l'UEFA : - Finaliste en 1990 | - Championnat d'Italie : - Champion en 1995 - Vice-champion en 1992 et 1994 - Coupe d'Italie : - Vainqueur en 1995 - Finaliste en 1992 - Coupe de l'UEFA : - Vainqueur en 1993 - Finaliste en 1995 - Supercoupe d'Italie : - Finaliste en 1990. | - Champion d'Italie : - Champion en 1996 - Supercoupe d'Italie : - Finaliste en 1996 | - Coupe d'Italie : - Finaliste en 2000 | - Coupe Intertoto : - Finaliste en 2001 | - Coupe du monde : - Finaliste en 1994 - Troisième en 1990 |

### Distinctions individuelles
- Élu Ballon d'Or France Football en 1993
- Élu meilleur footballeur de l'année FIFA en 1993
- Élu meilleur joueur du championnat d'Italie en 2001
- Élu meilleur joueur de l'année aux World Soccer Awards en 1993
- Élu Onze d'Or en 1993 par Onze Mondial
- Reçoit le Trophée Bravo du meilleur jeune joueur européen en 1990 par Guerin Sportivo
- Membre de l'équipe-type de la Coupe du Monde en 1994
- Meilleur passeur du championnat d'Italie en 1996 (12 passes décisives)
- Meilleur buteur de la Coupe d'Europe des Vainqueurs de Coupe en 1991 (9 buts)
- 2e meilleur buteur de la Coupe du Monde en 1994 (5 buts)
- 2e meilleur buteur du championnat d'Italie en 1990 (17 buts), en 1992 (18 buts) et en 1993 (21 buts)
- 3e meilleur buteur du championnat d'Italie en 1994 (17 buts) et en 1998 (22 buts)
- Élu 2e au Ballon d'Or France Football en 1994
- Élu 2e meilleur joueur de la Coupe du Monde en 1994
- Élu 3e meilleur footballeur de l'année FIFA en 1995
- Élu Onze d'Argent en 1995 par Onze Mondial
- Élu Onze de Bronze en 1994 par Onze Mondial
- Nommé dans la Dream Team FIFA en 2002[11]
- Nommé au FIFA 100 en 2004
- Prix Golden Foot en 2003
- Prix du « joueur le plus aimé » à la cérémonie des Oscars italiens en 2002
- Prix Gaetano Scirea pour sa carrière exemplaire en 2001
- Fait Chevalier de l'Ordre du mérite de la République italienne en 1991
- Ambassadeur de la FAO (Organisation des Nations unies pour l'alimentation et l'agriculture)
- Prix mondial de la paix décerné par l'assemblée des prix Nobel de la paix en 2010
- Footballeur de légende en 2016 par l'IFFHS

## Hommage
Le 7 mai 2015, en présence du président du Comité national olympique italien (CONI), Giovanni Malagò, a été inauguré le Walk of Fame du sport italien dans le parc olympique du Foro Italico de Rome, le long de Viale delle Olimpiadi. 100 tuiles rapportent chronologiquement les noms des athlètes les plus représentatifs de l'histoire du sport italien. Sur chaque tuile figure le nom du sportif, le sport dans lequel il s'est distingué et le symbole du CONI. L'une de ces tuiles lui est dédiée.

## Image publique et œuvres caritatives
L'Organisation des Nations unies pour l'alimentation et l'agriculture (FAO) joue un rôle de chef de file dans les efforts internationaux de lutte contre la faim. La FAO a été constituée le 16 octobre 1945, à Québec au Canada. Le Programme des Ambassadeurs de bonne volonté de la FAO a été lancé en 1999. Le 16 octobre 2002, Roberto Baggio a été nommé Ambassadeur de bonne volonté de l’Organisation des Nations unies pour l'alimentation et l'agriculture (FAO). Il a reçu le titre de Man of Peace (en) 2010 le 9 novembre 2010 pour son travail en Birmanie.

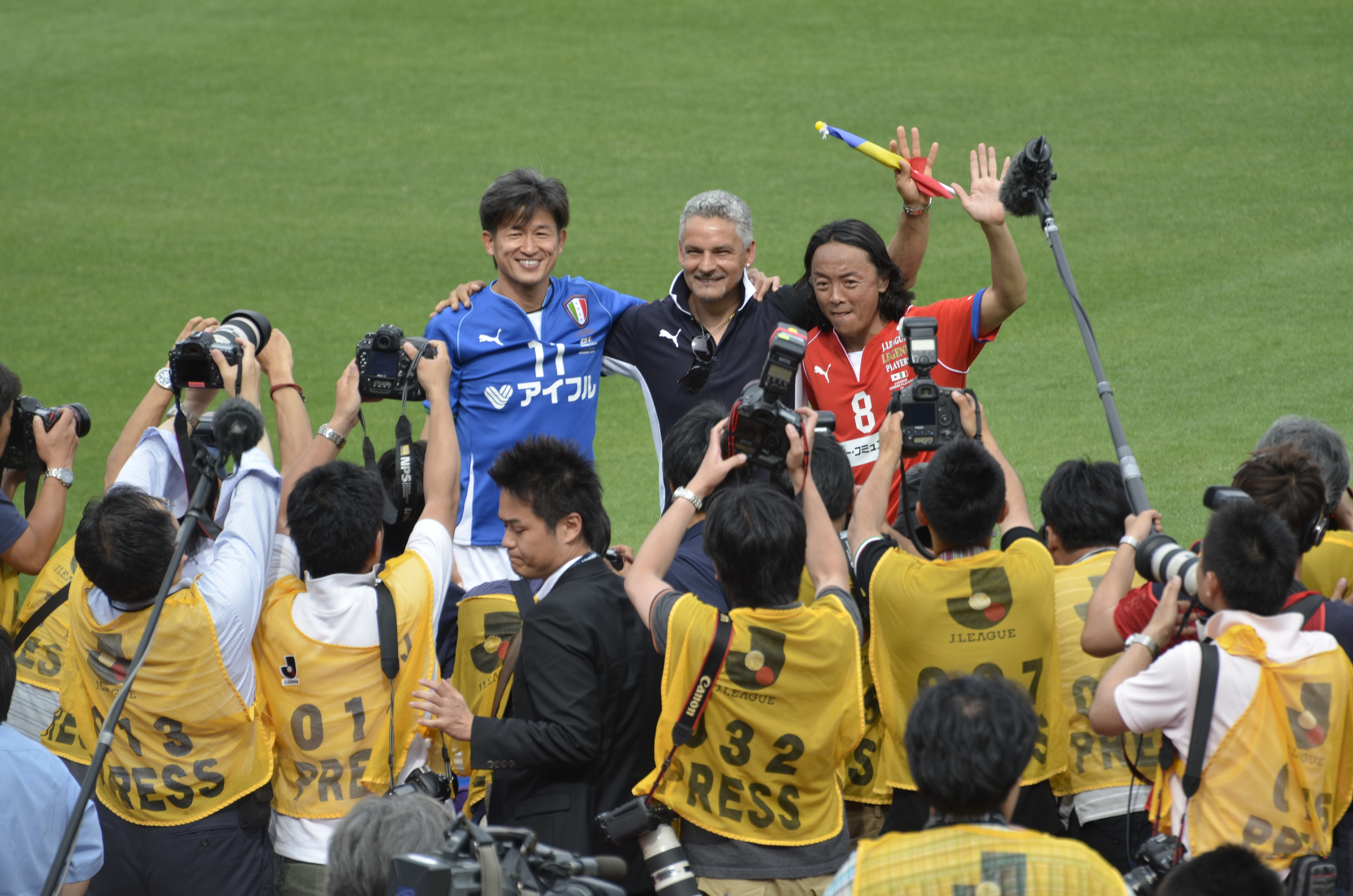
Roberto Baggio après un match à Tokyo en 2013.

Roberto Baggio participe à la première édition du match interreligieux pour la paix organisé à l'initiative du pape François le 1er septembre 2014. Une initiative dont il a été un des premiers à soutenir le projet. Durant ce match symbolique, Roberto Baggio marque un but sur une passe de Diego Maradona. Une réception au Vatican réunit une prestigieuse pléiade de joueurs et de légendes.
Roberto Baggio participe le 19 mai 2014 au stade Artemio Franqui de Florence à l'évènement "La partita del cuore".
En février 2017, alors que la population italienne est nombreuse à lui fêter son anniversaire à travers tout le pays, Roberto Baggio rend visite aux sinistrés du tremblement de terre d'Amatrice du 24 août 2016, accompagné de sa femme et ses enfants, pour fêter son cinquantième anniversaire, avec une étape à Norcia. Une visite organisée en sourdine. Sa famille déjeune entre les gens évacués et puis séances de dédicaces l'après-midi auprès des enfants. Ce jour-là, toute l'Italie a fêté l'anniversaire de son ballon d'or. Roberto Baggio a profité de ses cinquante ans entre les sinistrés : « Être ici, c'est très émouvant, je voulais me rendre compte de près de ce que cette catastrophe voulait dire ». Particulièrement ému, Roberto Baggio déclare : « La télévision ne rend pas réelle la situation, donc je suis venu pour me rendre compte personnellement ». Et de rajouter : « Mon avenir ? Des choses simples, car elles sont les plus belles » déclare le champion aux microphones de la Rai. Ce jour-là, Roberto Baggio a partagé symboliquement l'anniversaire de son cinquantenaire avec les gens en difficulté, visitant notamment les institutions locales, le siège d'une radio, une cantine ou encore le siège de la protection civile avant de déjeuner avec la population.

## Cinéma
En 2021, le film Il Divin Codino : L'art du but par Roberto Baggio est diffusé sur Netflix. Il y est incarné par Andrea Arcangeli.